# Carmen Xtravaganza
Carmen Inmaculada Ruiz (Rota, 9 de abril de 1961-Estados Unidos, 4 de agosto de 2023), conocida artísticamente como Carmen Xtravaganza, fue una bailarina, cantante y actriz española, que fue madre de la casa drag House of Xtravaganza y apareció en el documental Paris is Burning (1990).

## Biografía

### Inicios y cultura ballroom
Nació el 9 de abril de 1961 en el municipio gaditano de Rota, de madre roteña y padre estadounidense. Desde los cinco años de edad manifestó su intención de transicionar. Con 16 años, ya habiendo migrado a Washington D. C., empezó a hormonarse, y dos años después, se realizó una cirugía de reasignación de sexo.
A comienzos de los años ochenta se mudó a Nueva York, donde ejerció la prostitución en el distrito de Meatpacking District y entró en contacto con la escena ballroom a través de la casa House of St. Laurent. En 1985, tras obtener una victoria en un ball organizado por la casa House of Omni, se unió a la House of Xtravaganza con la aprobación de Angie Xtravaganza, madre y directora de la casa drag. En 1990, como destacada bailarina de la escena ballroom neoyorquina, apareció en la película de culto del arte drag y voguing Paris is Burning.

### Regreso a España y madre deHouse of Xtravaganza
Tras el éxito de la película, volvió a España e ingresó en el mundo de la moda y el ocio nocturno. En esta época ejerció de anfitriona en bailarina en distintas fiestas de Madrid y discotecas como Pachá, Xenon o Shangay Tea Dance. En 1996 desfiló para Francis Montesinos en la pasarela Cibeles, y participó en programas como Esta noche cruzamos el Mississippi o Esto es lo que hay y realizó una aparición en la película Airbag (1997).
En 1997, tras el fallecimiento de Angie Xtravaganza, volvió a Estados Unidos y se convirtió en madre de la casa drag House of Xtravaganza, un puesto que ocupó hasta 2003, y posteriormente entre 2006 y 2015.En 1999 fue introducida en el Ballroom Hall of Fame, y en 2006 participó en el documental sobre la cultura ballroom How Do I Look.

### Reconocimientos y fallecimiento
En 2014, Xtravaganza apareció en la portada del quinto aniversario de la revista C☆NDY junto con otras trece mujeres transgénero: Janet Mock, Carmen Carrera, Geena Rocero, Isis King, Gisele Alicea, Leyna Ramous, Dina Marie, Nina Poon, Juliana Huxtable, Niki M'nray, Pêche Di, Yasmine Petty y Laverne Cox.
En el año 2022 su localidad natal le rindió homenaje y el Ayuntamiento de Rota la nombró madrina de las celebraciones por el Día Internacional del Orgullo LGBT.Falleció el 4 de agosto de 2023 a los 62 años, de un cáncer de pulmón.

## Filmografía

### Películas
- Paris is Burning (1990).
- God Save the Queens (1995).
- Airbag (1997).
- How Do I Look (2006).

### Programas de televisión
- Esta noche cruzamos el Mississippi (1996).
- Esto es lo que hay (1996).
- Carta Blanca (2006).